# Tochteerdgronden
Een tochteerdgrond is een bodemtype binnen het Nederlandse systeem van bodemclassificatie behorende tot de suborde van de hydroeerdgronden, eerdgronden met een dunne A-horizont. Het zijn zavel- en kleigronden met een donkere bovengrond en een slappe, ongerijpte ondergrond.
Tochteerdgronden komen voor in droogmakerijen evenals de plaseerdgronden. Het verschil tussen deze twee is te vinden in de bovengrond. Tochteerdgronden hebben een minerale, veelal humusrijke, bovengrond en plaseerdgronden hebben een moerige bovengrond. Hieronder bevindt zich meestal kalkloze gerijpte klei. Er kan ook katteklei voorkomen. De ongerijpte, gereduceerde ondergrond bevat vaak wel kalk. Beide categorieën corresponderen met Organomarsch(-gley) in het Duitse classificatiesysteem.
Het voorvoegsel tocht is afgeleid van de in de droogmakerijen gebruikte naam voor grotere afwateringssloten.
| Horizont | Diepte   | Omschrijving                                                              |
| -------- | -------- | ------------------------------------------------------------------------- |
| Apg      | 0–30 cm  | bouwvoor; zwarte humusrijke, kalkloze, lichte klei met roestvlekken       |
| Cg       | 30–45 cm | lichtgrijze tot grijze humusarme, kalkloze, lichte klei; met roestvlekken |
| Cgr      | 45–70 cm | grijze humusarme, kalkloze, lichte klei; met roest en reductievlekken     |
| Cri      | > 70 cm  | grijze, slappe (ongerijpte), kalkrijke, lichte klei; niet geaëreerd       |